# Бозентіно
Бозентіно (італ. Bosentino) — колишній муніципалітет в Італії, у регіоні Трентіно-Альто-Адідже,  провінція Тренто.  У 2016 році муніципалітет було об'єднано разом з муніципалітетами Чента-Сан-Ніколо, Ваттаро та Віголо-Ваттаро в єдиний муніципалітет Альтоп'яно-делла-Віголана.
Бозентіно розташоване на відстані близько 470 км на північ від Рима, 11 км на південний схід від Тренто.
Населення — 838 осіб (2014).
Щорічний фестиваль відбувається 19 березня. Покровитель — San Giuseppe.

## Демографія
Населення за роками:

Станом на 31 грудня 2010 року в муніципалітеті офіційно проживали 24 іноземці з 11 країн, серед них 10 громадян країн Євросоюзу.

## Сусідні муніципалітети
- Безенелло
- Кальчераніка-аль-Лаго
- Кальдонаццо
- Перджине-Вальсугана
- Ваттаро
- Віголо-Ваттаро